# Székesfehérvár–Szombathely-vasútvonal
A Bakonyt hosszában átszelő Székesfehérvár–Szombathely-vasútvonal a GYSEV 20-as számú egyvágányú 25 kV 50 Hz-cel villamosított fővonala, a Dunántúl egyik legfontosabb vasútvonala. Legnagyobb része egyvágányú, mindössze 16%-án, Szombathely és Porpác, illetve Boba és Celldömölk között fektettek le két sínpárt. Boba és Celldömölk állomások között a 25-ös vonallal, Porpác és Szombathely állomások között  pedig a 16-os vonallal párhuzamosan halad. Elsősorban a Déli pályaudvar és Szombathely között közlekedő vonatok számára épült.

## Története
A Magyar Nyugati Vasút magánvasút-társaság 1869. május 20-án kelt engedélyokirata alapján épülő vasútvonalon a Székesfehérvár–Veszprém közötti szakaszon 1872. augusztus 9-én, a Veszprém–Kiscell közötti szakaszon 1872. október 3-án indult meg a forgalom.
1978-1988 között Székesfehérvár–Veszprém között 48, a Veszprém–Boba közötti szakaszon pedig 54 kg/fm súlyú, vasbetonaljakra fektetett sínszálakkal újult meg a vasúti pálya.
Ajka és Devecser állomások között 1985 és 1986 között korszerűsítették a pályát. Kolontár és Ajka-Gyártelep között a pályát a timföldgyár zagytározójának bővítése miatt az eredetitől délebbre, új nyomvonalra helyezték. Emiatt Tósokberénd megállóhely megszűnt.
1992-ben Sárszentmihály és Csór-Nádasdladány állomások között a Sárrét mocsaras-tőzeges talajú vidékét átszelő nyíltvonal újult meg.
1993-ban Sárvár és Ostffyasszonyfa között a korábbi Rába híd mellé építve egy új három nyílású rácsos 550 t-s acélhíd készült. A meder felett 45,20 m, a két irányban található ártér felett egyenként 31,16 m a felszerkezet fesztávja. A régi híd ezt követően elbontásra került.
2008 és 2010 között épült a bobai deltavágány, amely lehetővé tette a Zalaegerszeg és Budapest között közlekedő vonatok irányváltás nélküli forgalmát.
A 2014/2015-ös menetrendváltással jópár vonalközi állomás, illetve megállóhely megszűnt a vasútvonalon. Ez a lista tartalmazta a Székesfehérvár és Várpalota között elhelyezkedő összes megállási pontot (Sárpentele és Inota megállóhelyeket, illetve Sárszentmihály és Csór-Nádasdladány vasútállomásokat), valamint Kolontár megállóhely utasforgalma is megszűnt. Azonban ez még nem volt a szöveg vége; sajnos Hajmáskér-Újtelep, illetve Kádárta megállóhelyek is búcsút intettek az utazóközönségnek.

### Villamosítás
Az 1990-es évek elején a MÁV komoly szándékot mutatott a vonal villamosítására, ám a korszak tőkehiányos viszonyai között saját forrásból nem tudta megvalósítani terveit. Az olasz GOMECO és a MÁV a villamosítás kivitelezésére megalapította a Viacom nevű vállalkozást, amely a GOMECO többségi tulajdonában állt és koncessziós formában kiépítette a felsővezetéket a vonal teljes hosszán. A Székesfehérvár és Várpalota közötti vonalszakaszon 1999-ben, Várpalotától Szombathelyig pedig 2000-ben nyomvonal-korrekciókkal együtt építették ki a villamos felsővezetéket. (A Pétfürdő és Öskü között kanyargó szakasz ekkor kapott rövidebb nyomvonalat.) A koncesszió azonban pénzügyileg igen rosszul érintette a MÁV-ot. Míg az olasz vállalkozás gyakorlatilag semmilyen munkát nem végzett és a koncessziós díjat sem fizette, addig a MÁV megbízásából 2012-ig a Vasútvill Kft. üzemeltette és tartotta karban a vonal felsővezeték rendszerét. Mindezek ellenére a vasúttársaság 11 év alatt 4,5 milliárd forintot fizetett a vezeték rendelkezésre állásáért a GOMECO-nak. A konstrukció hátrányos mivoltára 2010-ben a Kormányzati Ellenőrzési Hivatal hívta fel a figyelmet, az ügyészség sikkasztás gyanújával kezdett nyomozásba.

## Jelen
A vasútvonal üzemeltetését a Porpác–Szombathely szakaszon 2011. december 11-től a Győr–Sopron–Ebenfurti Vasút vette át. A vonal rendkívül túlterhelt, az óránként közlekedő IC vonatok (Bakony, Göcsej) mellett a Szombathely-Veszprém és az Ajka-Celldömölk közötti szakaszokon személyvonatok is közlekednek. A vonal emelkedőkkel és ívekkel tarkított. Számos magánvasút közlekedik erre, azonban a túlzsúfoltság, és a vonal egyvágányú mivolta miatt hosszú órákba telik, míg elérik a 25-ös vonalat. A személyszállításban a MÁV 431 sorozatú villanymozdonyai vesznek részt, a tehervonatokat a MÁV 630-as sorozatú mozdonyai továbbítják. A Budapest-Veszprém gyorsvonatokon Stadler FLIRT motorvonatok teljesítenek szolgálatot.
2025. július 1-jétől a teljes vonal üzemeltetését a GYSEV vette át.[forrás?]

### Engedélyezett sebesség
| Kezdőpont      | Végpont     | Sebesség [km/h] | Hossz [km] |
| -------------- | ----------- | --------------- | ---------- |
| Székesfehérvár | Várpalota   | 100             | 23         |
| Pétfürdő       | Hajmáskér   | 80              | 14         |
| Hajmáskér      | Herend      | 100             | 22         |
| Herend         | Ajka        | 80              | 22         |
| Ajka           | Porpác      | 100             | 71         |
| Porpác         | Szombathely | 120             | 17         |

A vasúti pálya korábban észlelt és részben kijavított hibáinak hanyag üzemeltetés következtében eszkalálódó súlyosbodása miatt 2024. december 12-étől előreláthatólag 2025 nyaráig a Veszprém és Ajka közötti szakaszt kizárták a forgalomból. Teljes vágányzár mellett javítják az alépítményt Városlőd-Kislőd és Szentgál állomások között.

## Tervezett fejlesztések
A vasútvonal fontos szerepet tölt be a Budapest és Ausztria déli része, közvetve pedig az Észak-Olaszország felé irányuló forgalomban. A kapcsolódó Bajánsenye–Zalaegerszeg–Ukk–Boba-vasútvonal pedig Szlovénia felé jelent eljutási lehetőséget. Jelentősége miatt a magyar állam a vonal további fejlesztését tervezi. Az egyelőre nem tudni mikor kezdődő átépítés leglátványosabb eleme a Székesfehérvár és Veszprém közötti pályaszakasz kétvágányúsítása, illetve a haladási sebesség 160 km/h-ra növelése lesz. A fejlesztés során Boba és Ajka között 160, Veszprém és Herend között 120 km/h-ra emelik a vonal sebességét.

## Érdekességek
- Márkónál a vasútvonal keresztülszeli a település kálváriáját, a keresztút útvonala a kálváriakápolnát megelőző utolsó stáció előtt egy gyalogos felüljárón halad át a sínek fölött.

## Járatok
A lista a 2021–2022-es menetrend adatait tartalmazza.

| Vonat                     | Útvonal |
| személyvonatok            | személyvonatok |
| ------------------------- | --- |
| személy                   | Budapest-Déli–Érd alsó–Székesfehérvár–Veszprém–Celldömölk)                                                                           |
| személy                   | Székesfehérvár–Veszprém |
| személy                   | Szombathely–Ajka |
| személy                   | Veszprém–Szombathely |
| IC 900-9006 BAKONY        | Budapest-Déli–Székesfehérvár–Veszprém–Boba–Szombathely                                                                               |
| IC 950-959 GÖCSEJ         | Budapest-Déli–Székesfehérvár–Veszprém–Jánosháza–Zalaegerszeg                                                                         |
| nemzetközi vonatok        | |
| IC 246/247 CITADELLA      | Budapest-Déli–Székesfehérvár–Veszprém–Jánosháza–Zalaegerszeg–Őriszentpéter–Ljubljana                                                 |
| Ex 1246/1247 RETRO ISTRIA | Budapest-Déli–Székesfehérvár–Veszprém–Jánosháza–Zalaegerszeg–Őriszentpéter–Ljubljana–Koper / Fiume (csak nyári szezonban közlekedik) |

## Galéria

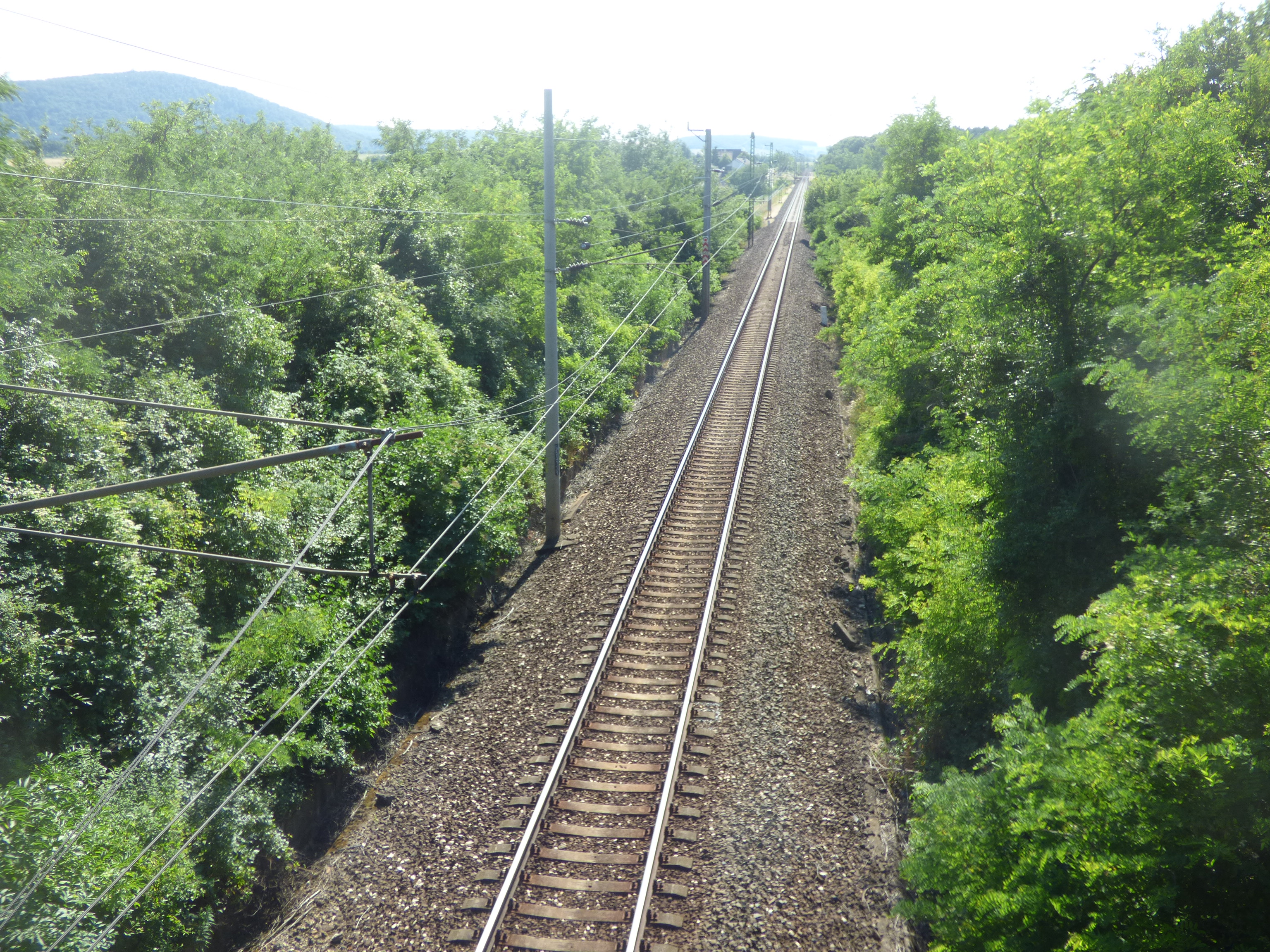
A vasútvonal a márkói kálvária hídjáról Szombathely felé nézve
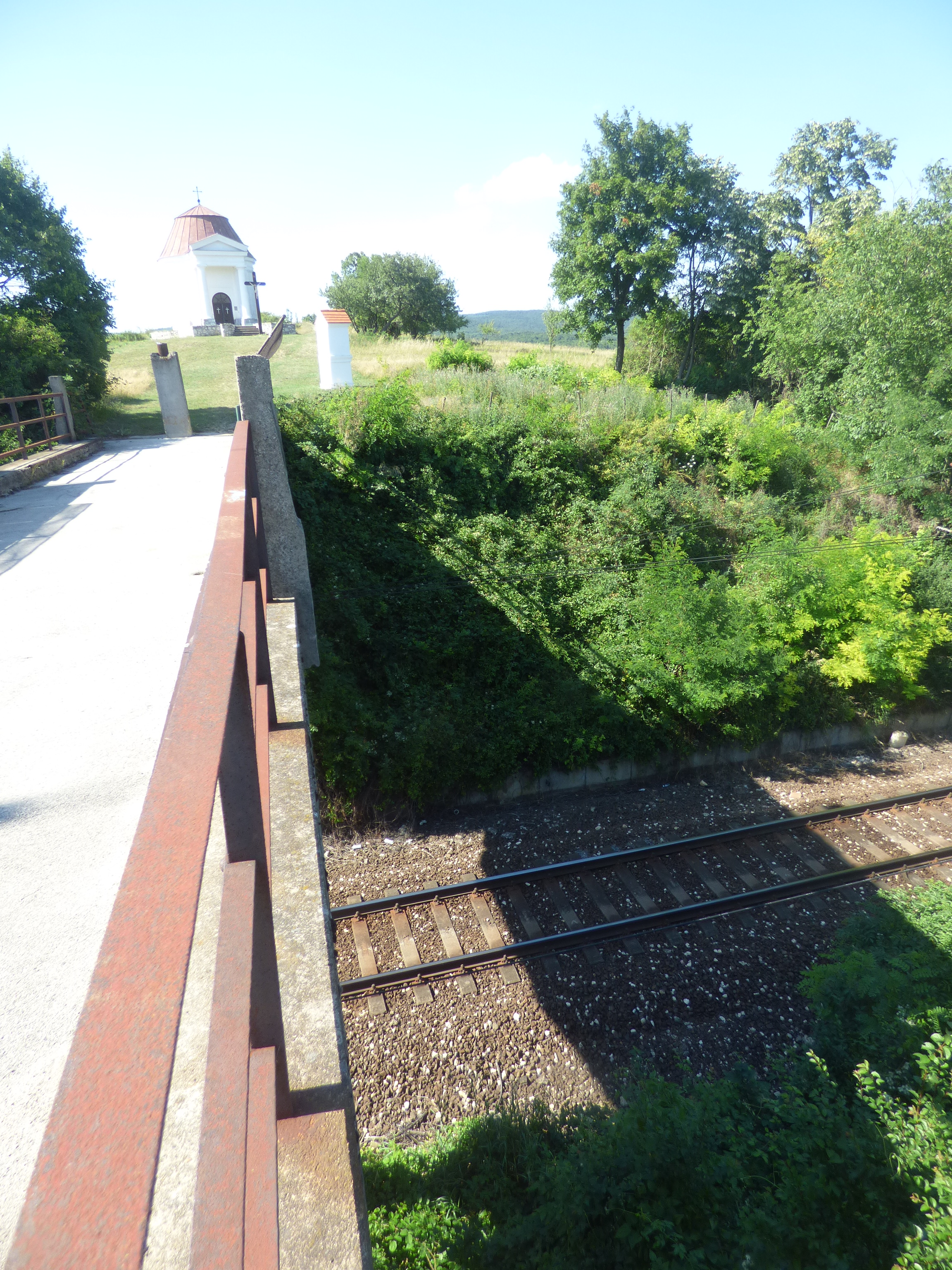
A márkói kálvária kápolnája a vasút felett átvezető híddal
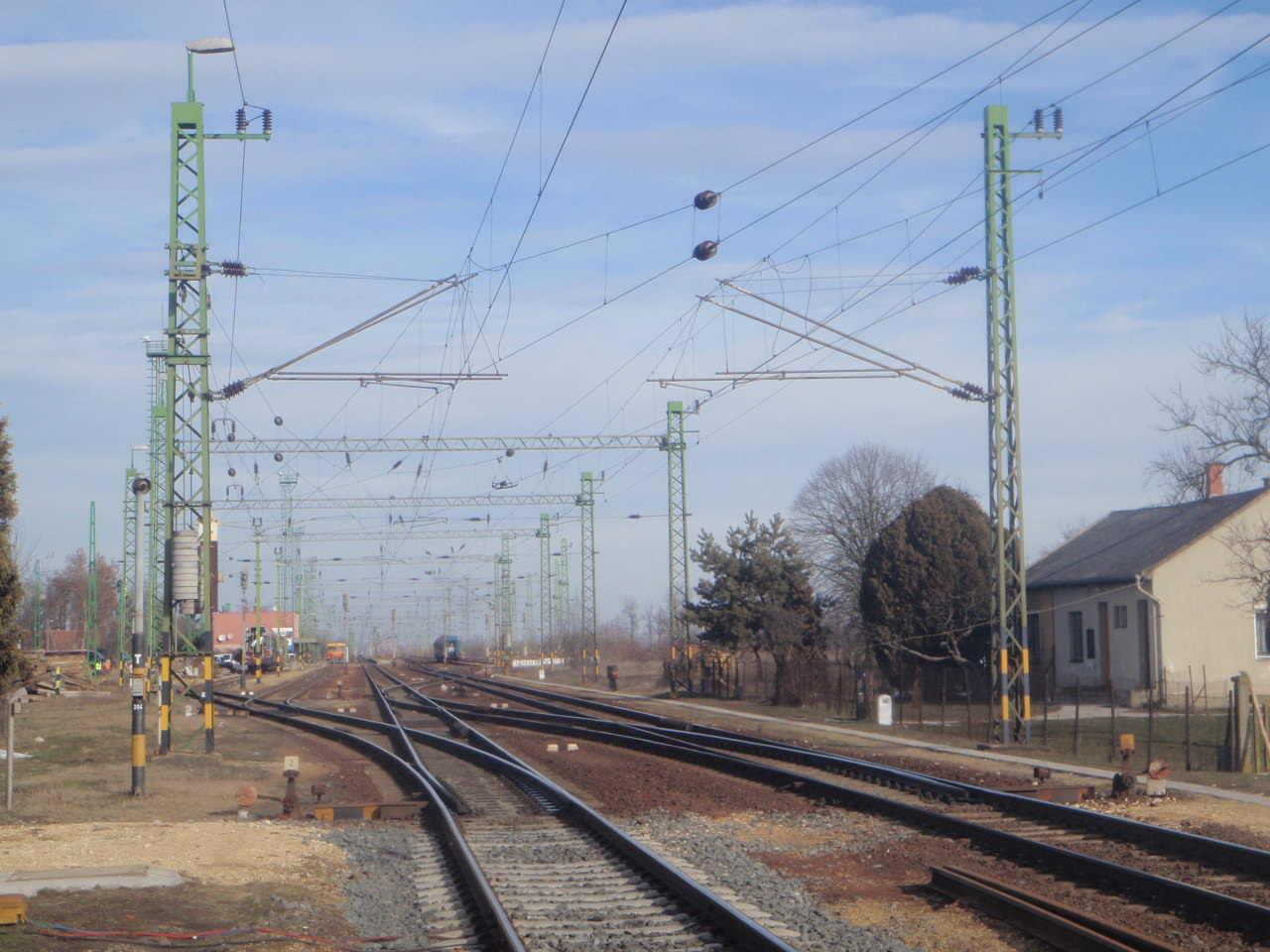
Boba vasútállomás déli bejárata
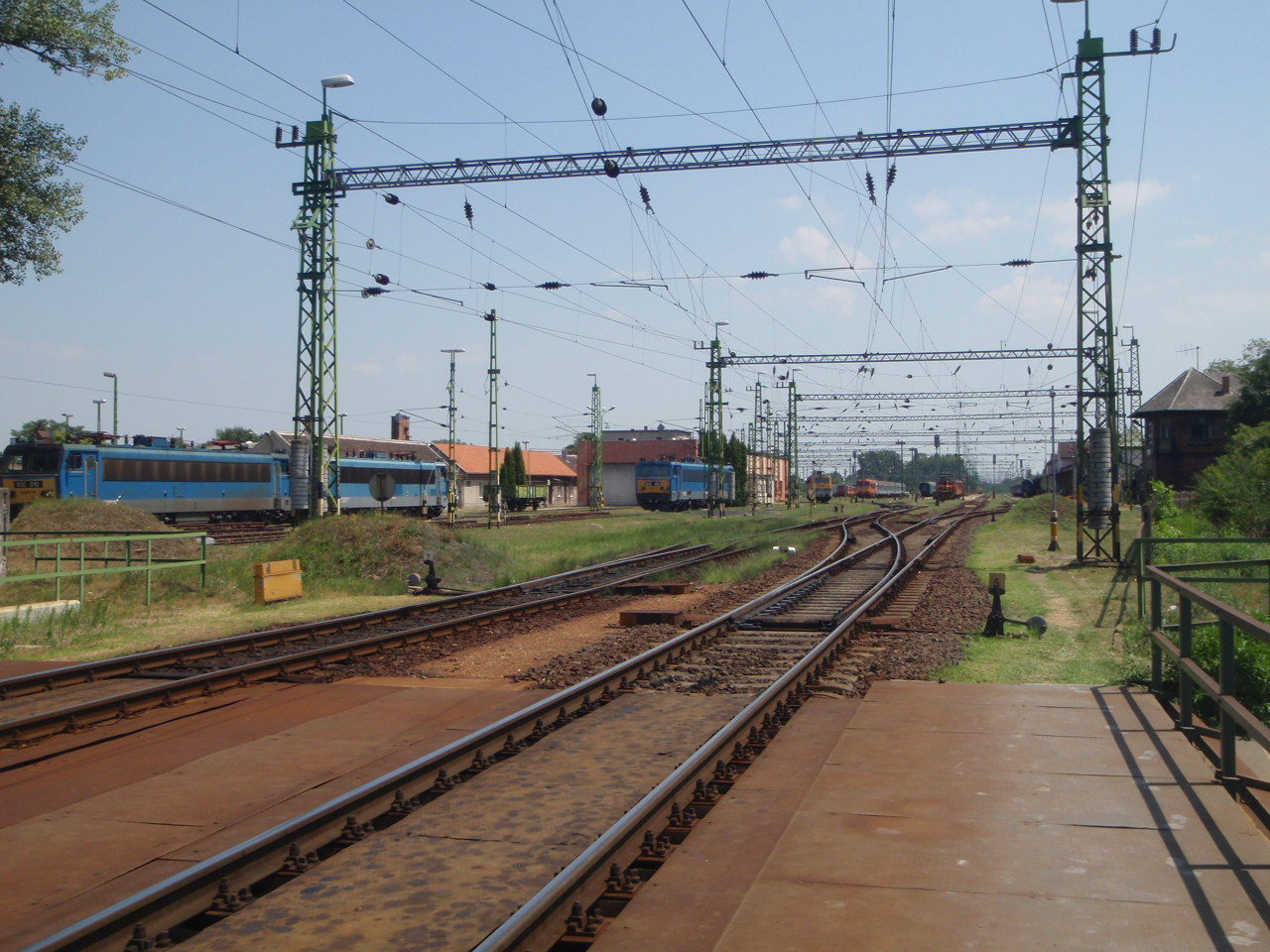
Celldömölk állomás nyugati bejárata
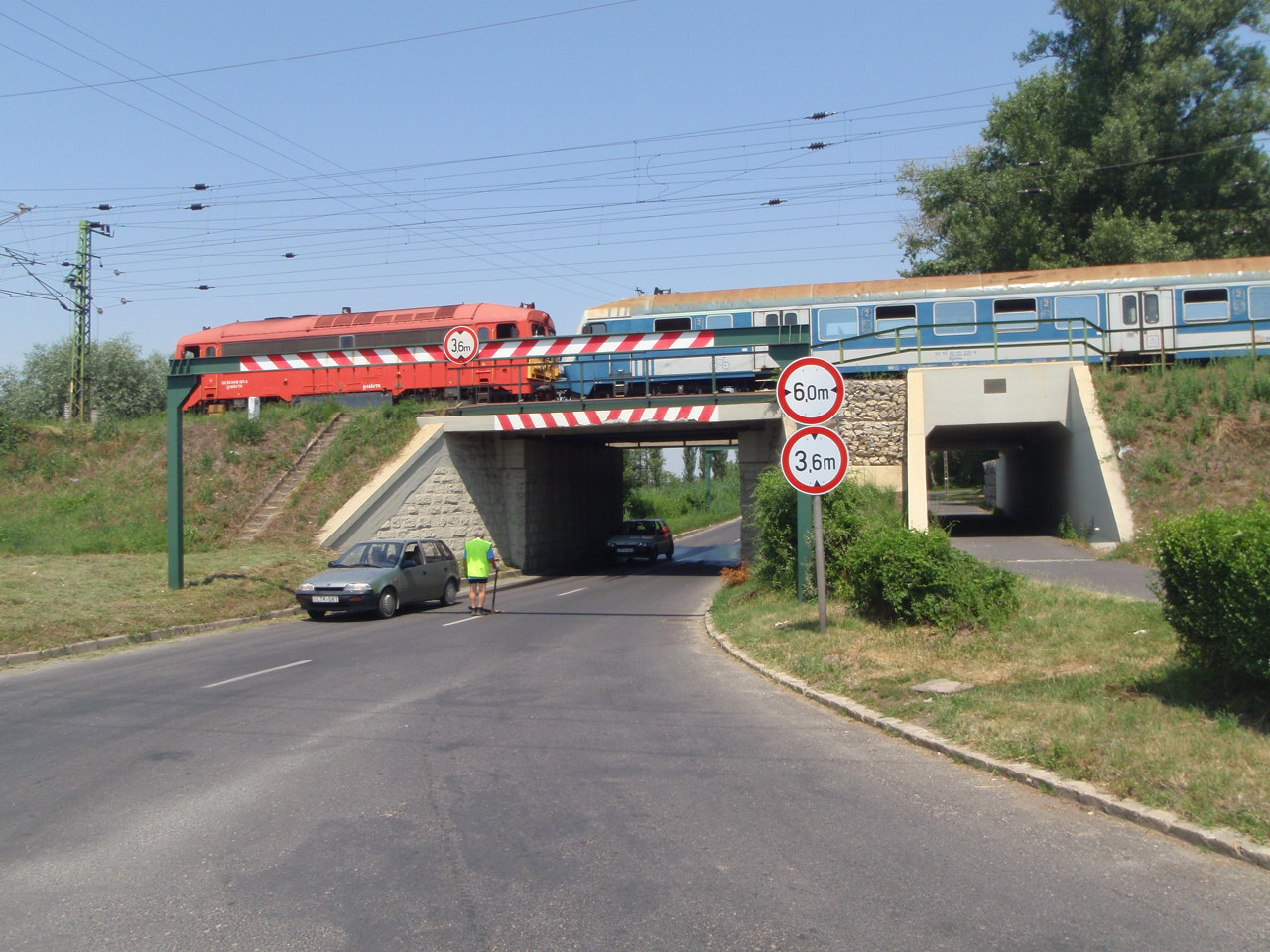
Celldömölk aluljáró
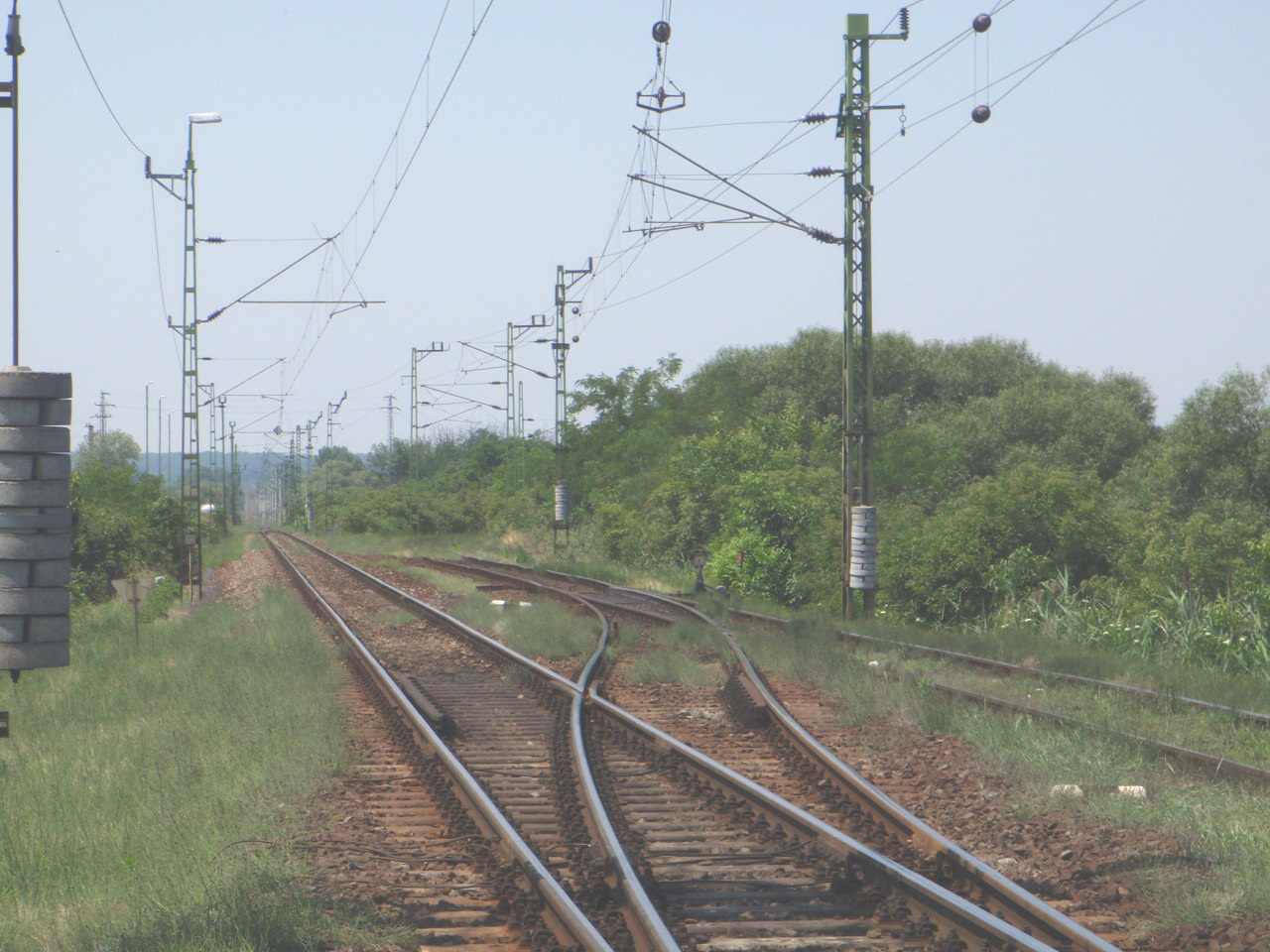
Celldömölk: balra a Szombathely felé menő vonal, jobbra a Fertőszentmiklós felé menő egykori Fertővidéki Helyiérdekű Vasút villamosított és megmaradt szakasza
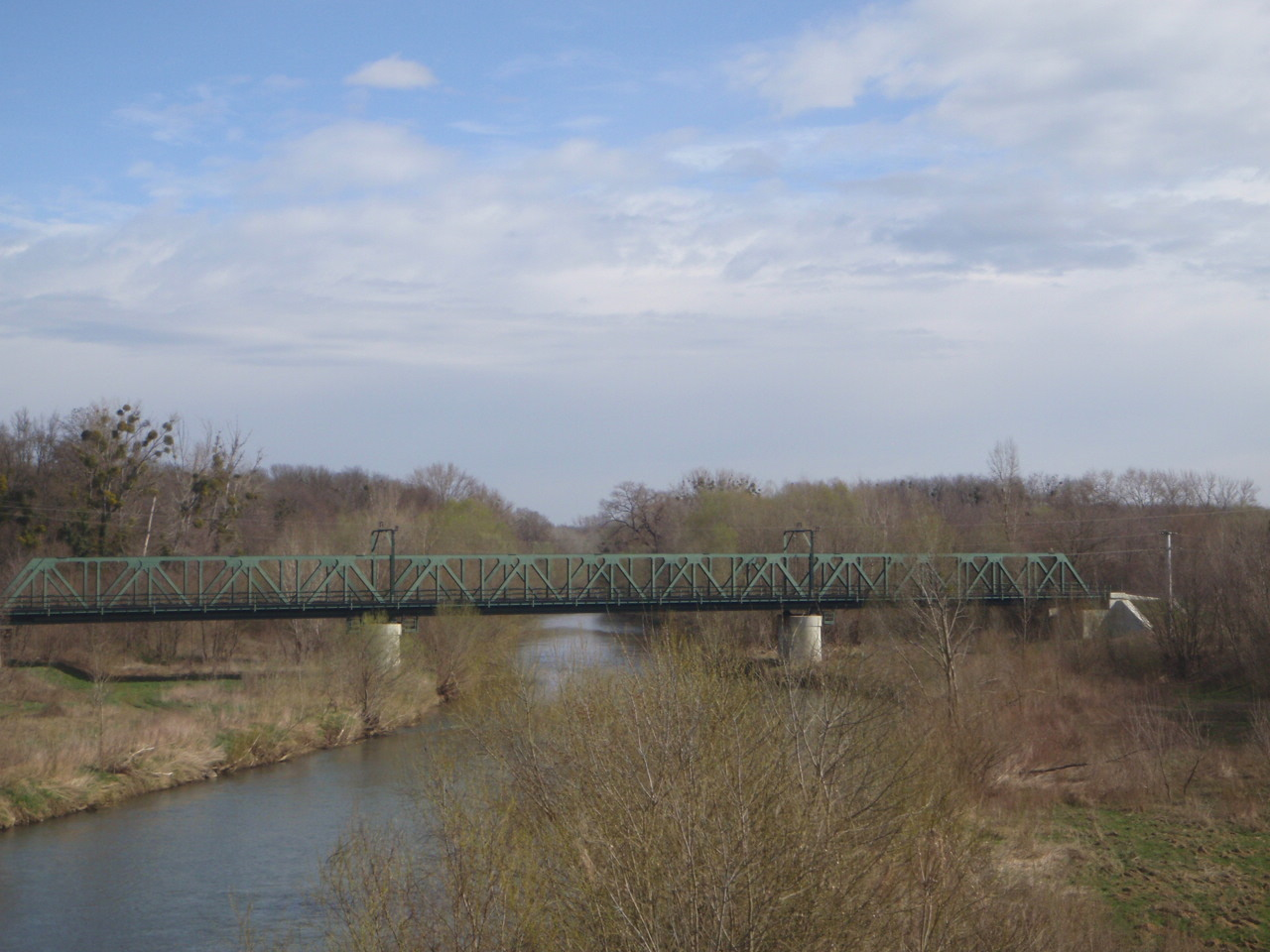
Rába feletti vasúti híd Sárvárnál (épült: 1993-ban)
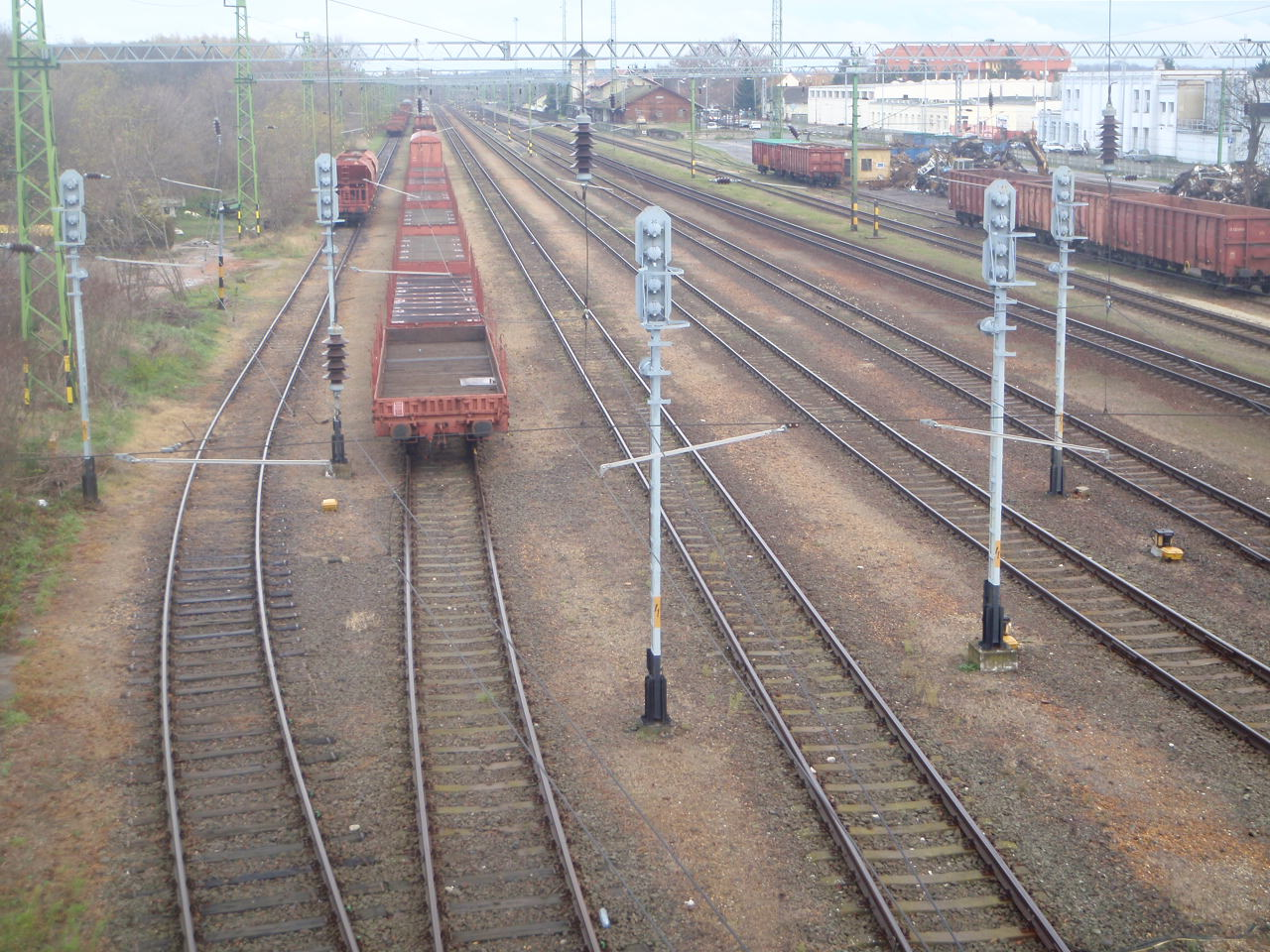
Sárvár állomás
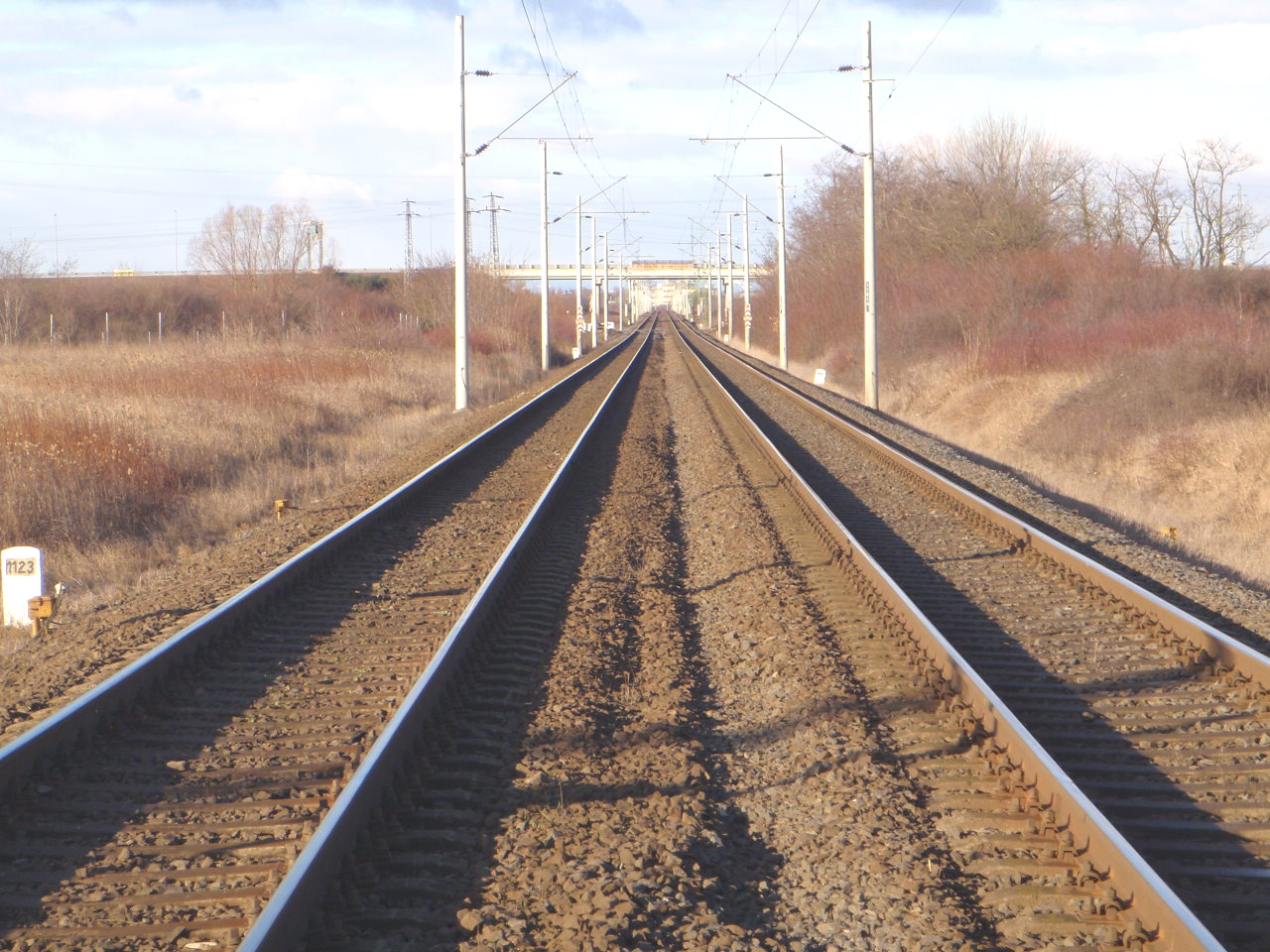
Kétvágányú pálya Szombathely-Porpác között

## Balesetek, katasztrófák
- 1969-ben 9 áldozatot követelt Herend állomáson két vonat ütközése, amelyet helytelen váltóállítás okozott.
- 1983-ban egy Herendről megfutamodott katonavonat majdnem Veszprémig gurult el, ahol egy másik vonat utolsó kocsijába csapódott; a balesetnek 5 halálos áldozata volt.
- Szintén megfutamodás okozott veszélyt 2009-ben, amikor a Balatoni Iparvasutak elszabadult tehervonata Devecsertől Tüskevárig jutott, ahol szerencsésen megállították.[14]
- Megsérült a vasúti pálya az Ajkai vörösiszap-katasztrófa során 2010. október 4-én, amikor mintegy 1500 méteren mosta el az áradat.[15] A MÁV a pálya helyreállítását egy hónap alatt végezte el, a közlekedés november 5-én indult újra.[16] Az ajkai zagytározó környékén megépült egy vasútvonalat védő gátszakasz is.[17] A helyreállítás költségeit a MÁV perben követelte a katasztrófát okozó MAL Zrt.-től, a bíróság pedig a MAL-t kártérítés kifizetésére kötelezte.[18]